# Sainte-Soulle
Sainte-Soulle ist eine französische Gemeinde mit 5.016 Einwohnern (Stand: 1. Januar 2022) im Département Charente-Maritime der Region Nouvelle-Aquitaine. Sie gehört zum Arrondissement La Rochelle, zum Kanton La Jarrie und ist Mitglied im Gemeindeverband La Rochelle Agglomération. Die Einwohner werden Solinois(es) genannt.

## Geografie
Sainte-Soulle liegt etwa 13 Kilometer östlich von La Rochelle in der historischen Landschaft Aunis. Der Canal de Marans à La Rochelle begrenzt die Gemeinde im Nordwesten. Umgeben wird Sainte-Soulle von den Nachbargemeinden Saint-Ouen-d’Aunis im Norden, Vérines im Osten, Saint-Médard-d’Aunis im Süden und Südosten, Bourgneuf im Süden sowie Dompierre-sur-Mer im Westen.
Durch die Gemeinde führt die Route nationale 11. Neben zahlreichen kleineren Ortschaften gehört auch der Ort Usseau zur Gemeinde.

## Bevölkerungsentwicklung
| Jahr      | 1962 | 1968 | 1975 | 1982 | 1990 | 1999 | 2006 | 2011 |
| Einwohner | 1416 | 1386 | 1918 | 2221 | 2603 | 2653 | 3223 | 3633 |

## Sehenswürdigkeiten

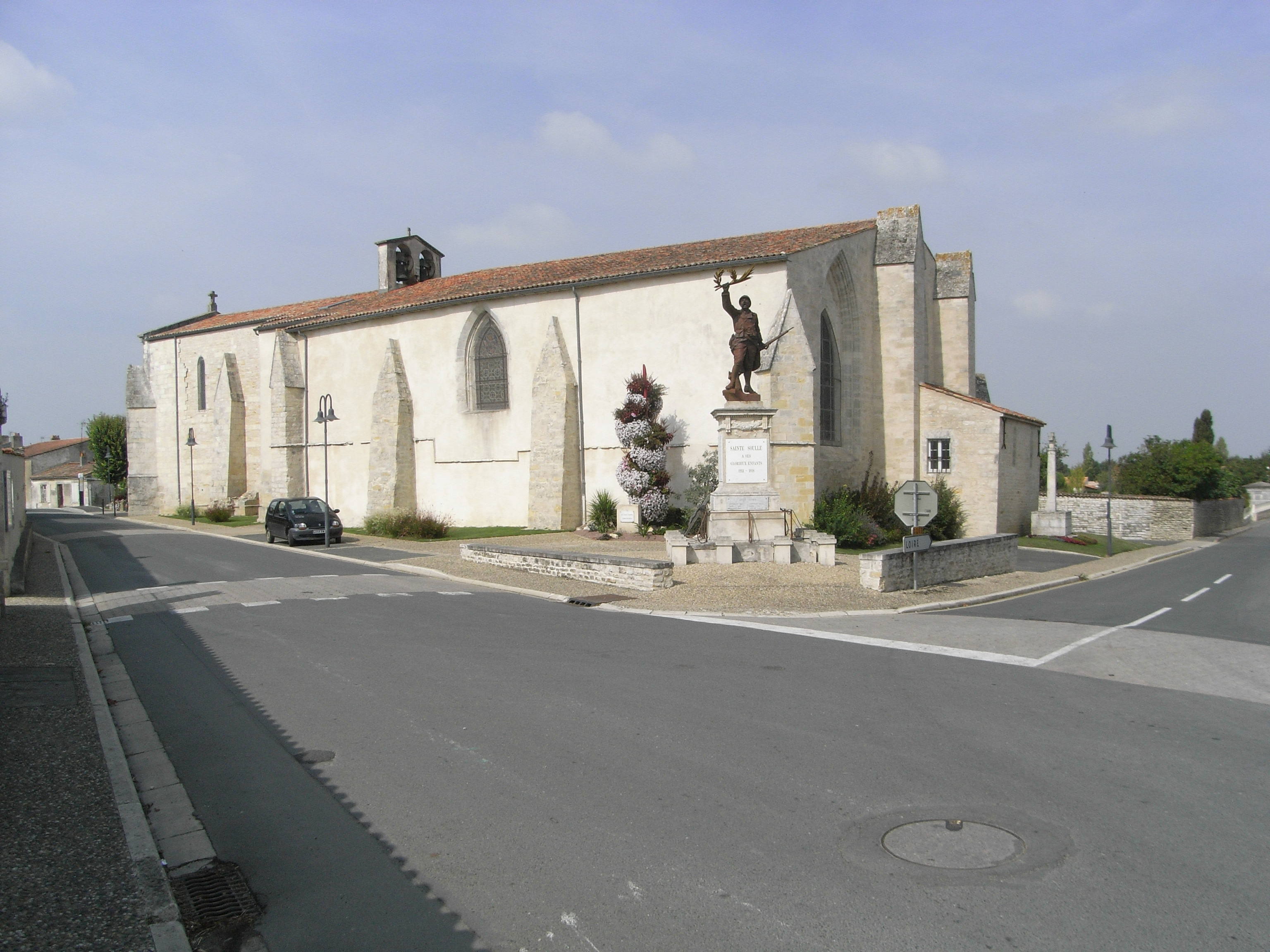
Kirche Saint-Laurent

Siehe auch: Liste der Monuments historiques in Sainte-Soulle
- Kirche Saint-Laurent, Monument historique seit 1990